# Tanzania Ports Authority Headquarters
El Tanzania Ports Authority Headquarterses es un rascacielos de 40 pisos en la ciudad de Dar es Salaam, la capital de Tanzania. Con 157 metros de altura 7 y 40 pisos, es el edificio más alto de la ciudad. También es el más alto del país y el octavo más alto de África. Su construcción comenzó en 2012 y terminó en 2016. Es vecino de las dos PSPF Commercial Towers, que con 153 metros de altura son el segundo y el tercer edificio más altos de la ciudad.